# 1398
Cette page concerne l'année 1398  du calendrier julien.
L'année 1398 est une année commune qui commence un mardi.

## Événements

### Asie
- 30 juin : début du règne de Jianwen, empereur ming de Chine (fin en 1403)[1].
- 17 décembre : Tamerlan détruit Delhi et annexe le Pendjab à son empire[2].
  - Précédé par son petit-fils Pir Muhammad qui prend Multân en mai, Tamerlan envahit le Panjab (septembre), exécute 100 000 prisonniers hindou, bat le vizir Mallu Ikbal devant Delhi et pille la ville de fond en comble pendant trois jours.
- Bukka II, fils du roi de Vijayanagar attaque Firuz shah Bahmanî mais est vaincu en 1399 et doit payer un tribut considérable[3].

### Europe

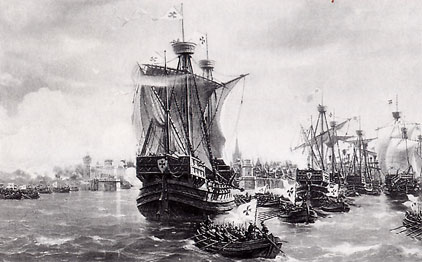
21 mars : les Teutoniques débarquent à Gotland.
Le roi Albert de Suède donne l’île de Gotland à l'ordre Teutonique, à charge pour lui d'éliminer les pirates qui utilisent l'île comme base. Le grand maître Konrad von Jungingen prend et détruit Visby et chasse les frères des victuailles de la Baltique.

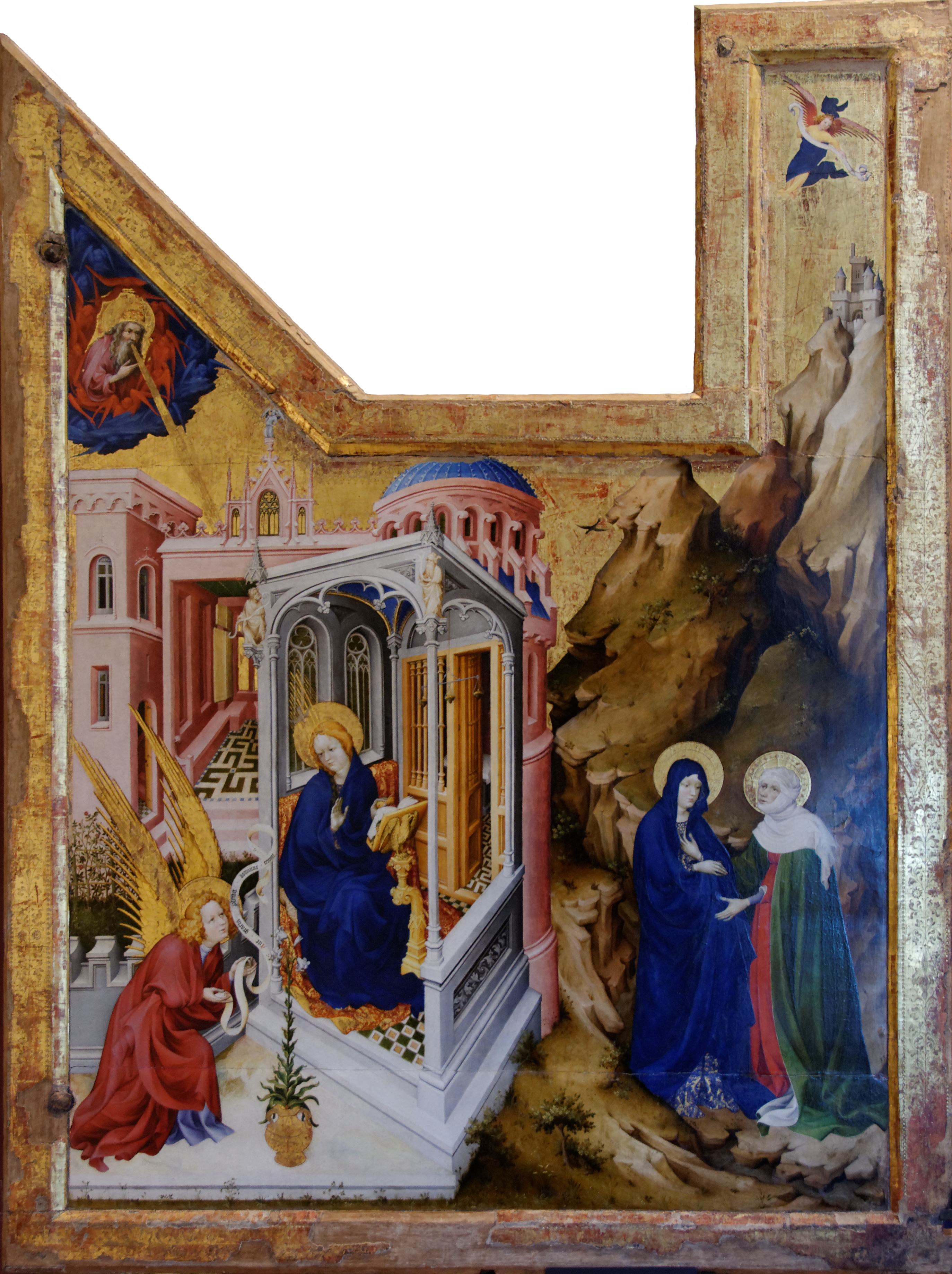
L'Annonciation, de Melchior Broederlam. Partie du Retable de la Crucifixion, peint en 1398.
Musée des beaux-arts de Dijon.

- 21 mars : la flotte de l'ordre Teutonique débarque à Gotland. Le 5 avril, le grand-maître Konrad von Jungingen obtient la reddition des pirates assiégés dans Visby[4].
- 22 mai[5], France : réunion à Paris de l'assemblée du clergé qui se prononce pour la soustraction d'obédience, décision confirmée par un édit royal du 27 juillet. Pour résoudre le Grand Schisme d'Occident, l’université de Paris se pose en médiateur et propose une double abdication et, comme moyen de pression, un refus d’obéissance. Elle passe à l’acte devant la résistance d’Avignon. Mais le parti adverse n’ayant pas suivi, son geste reste sans effets.
- 16 - 17 juillet : reprise de la guerre civile à Gênes entre Guelfes et Gibelins. Les deux partis se réconcilient le 29, puis s'opposent violemment les 11 et 10 août au sujet des forteresses qui doivent être démolies, puis encore du 24 au 3 septembre avant de conclure une paix durable le 4 septembre[6].
- 17 août : le khan de la Horde d'or Timur Kutlug envoie une ambassade à Tamerlan et conclut une alliance contre son rival Tokhtamysh. Ce dernier se réfugie auprès de Vitold de Lituanie, qui est battu par Timur Kutlug sur la Vorskla en 1399[7].
- 16 septembre : Henri de Bolingbroke et le duc de Norfolk Thomas de Mowbray, qui doivent se battre en duel, sont exilés par le roi Richard II d'Angleterre[8].
- 21 septembre : Colart de Calleville entre dans Gênes où il prend ses fonctions de gouverneur du roi de France (fin en 1400)[9].
- Octobre : paix de Salin[10]. Vitold de Lituanie, désireux d’annexer le grand-duché de Moscou dépendant de la Horde d'or, cherche la paix à l’ouest et rend la Samogitie aux Teutoniques.
- Jean Hus devient professeur de théologie à l'université de Prague[11]. Il défend la doctrine de John Wyclif, condamnée par l'Église.